# Martial Law
Martial Law (en Hispanoamérica como Ley marcial) es una serie de televisión emitida por CBS, que se emitió en 1998, de 44 capítulos, que está protagonizada por Sammo Hung Kam-Bo, Kelly Hu, Arsenio Hall, Louis Mandylor, Gretchen Egolf, Tom Wright, Erik Betts, Tammy Lauren, Julia Campbell, Tzi Ma, Natalie Raitano, James Honh, Tim Curry, Neal McDonough, Keith Diamond y Sung Kang, y terminó en el 2000.

## Argumento
Martial Law es una serie de televisión estadounidense que presenta a Sammo Law (Sammo Hung), un policía e instructor de combate perteneciente a las fuerzas de orden de China, que llega a Los Ángeles en busca del jefe de un grupo criminal y de "Pei pei" una agente de policía infiltrada, que ha desaparecido. 
Inicialmente los integrantes del departamento de policía subestiman al recién transferido ya que se trata de un hombre mayor, bajo y con sobrepeso; sin embargo a medida que lo conocen no solo descubren que posee coraje y una mente aguda e inteligente, también comprueban que a pesar de su apariencia es un impresionante maestro de artes marciales con una agilidad portentosa que lo hacen un policía muy hábil a pesar de su reticencia a usar armas de fuego.
Una vez en Estados Unidos, su misión cambia y comienza a luchar contra el crimen en Los Ángeles al lado de un grupo de policías norteamericanos y posteriormente con Pei pei, su colega y discípula. Tras pasar algún tiempo en Estados Unidos un nuevo objetivo que Sammo descubrirá que debe realizar es seguir la pista a su hijo desaparecido quien parece llevar una vida turbia en el mundo criminal.

## Reparto
- Sammo Hung es Sammo Law (Temporadas 1 y 2).
- Arsenio Hall es Terrell Parker (Temporadas 1 y 2).
- Kelly Hu es Grace "Pei Pei" Chen (Temporadas 1 y 2).
- Tammy Lauren es Dana Dickson (Temporada 1).
- Louis Mandylor es Louis Malone (Temporada 1).
- Tom Wright as Benjamin Winship (Temporada 1).
- Gretchen Egolf es Amy Dylan (Temporada 2).
- Ian Barford es Mason Talbot.
- Richard F. Whiten